# Nan-pching
Nan-pching (čínsky pchin-jinem Nánpíng, znaky 南平) je městská prefektura v Čínské lidové republice. Leží v severním rohu provincie Fu-ťien, má rozlohu 26 300 čtverečních kilometrů a v roce 2009 v ní žilo bezmála tři miliony obyvatel, v roce 2020 pak 2,7 milionu.

## Poloha
Historické centrum Nan-pchingu leží u soutoku řeky Ťien-si s řekou Min. Prefektura jako celek hraničí na východě s Ning-te, na jihu se San-mingem, na severu s provincií Če-ťiang a na západě s provincií Ťiang-si. Do prefektury patří část pohoří Wu-i.

## Administrativní členění
Městská prefektura Nan-pching se člení na deset celků okresní úrovně, a sice dva městské obvody, tři městské okresy a pět okresů.
| Jen-pching Ťien-jang okres · Šun-čchang okres · Pchu-čcheng okres · Kuang-ce okres · Sung-si okres · Čeng-che městský okres · Šao-wu městský okres · Wu-i-šan městský okres · Ťien-ou |          |                       |                       |                    |                                  |
| Název | Název    | Počet obyvatel (2010) | Počet obyvatel (2020) | Rozloha km² (2020) | Hustota zalidnění (obyv. na km²) |
| český přepis | znaky    | Počet obyvatel (2010) | Počet obyvatel (2020) | Rozloha km² (2020) | Hustota zalidnění (obyv. na km²) |
| Městské obvody |          |                       |                       |                    |                                  |
| Jen-pching | 延平区   | 467 875               | 454 605               | 2 653              | 171                              |
| Ťien-jang | 建阳区   | 289 362               | 340 843               | 3 383              | 101                              |
| Městský okres |          |                       |                       |                    |                                  |
| Šao-wu | 邵武市   | 275 112               | 273 721               | 2 857              | 96                               |
| Wu-i-šan | 武夷山市 | 233 554               | 259 668               | 2 804              | 93                               |
| Ťien-ou | 建瓯市   | 452 174               | 434 451               | 4 199              | 104                              |
| Okresy |          |                       |                       |                    |                                  |
| Šun-čchang | 顺昌县   | 191 588               | 179 064               | 1 980              | 90                               |
| Pchu-čcheng | 浦城县   | 304 583               | 297 719               | 3 381              | 88                               |
| Kuang-ce | 光泽县   | 134 113               | 130 294               | 2 241              | 58                               |
| Sung-si | 松溪县   | 125 472               | 130 867               | 1 041              | 126                              |
| Čeng-che | 政和县   | 171 715               | 179 413               | 1 744              | 103                              |
| |          |                       |                       |                    |                                  |
| Celkem | Celkem   | 2 645 548             | 2 680 645             | 26 282             | 102                              |

## Partnerská města
- Albury, Austrálie
- Stamford, Connecticut, USA